# Cyrtandropsis inflata
Cyrtandropsis inflata är en tvåhjärtbladig växtart som beskrevs av Rudolf Schlechter. Cyrtandropsis inflata ingår i släktet Cyrtandropsis och familjen Gesneriaceae. Inga underarter finns listade i Catalogue of Life.